# Tomáš Krejčík
Tomáš Krejčík (* 17. listopadu 1968) je bývalý český fotbalista, útočník.

## Fotbalová kariéra
Hrál za VTJ Tábor, AC Sparta Praha, FK Dukla Praha, FK Viktoria Žižkov, AFK Atlantic Lázně Bohdaneč a FC Střížkov. Se Spartou získal v roce 1990 mistrovský titul. V lize odehrál 81 utkání. V Lize mistrů nastoupil v 1 utkání a v Poháru vítězů pohárů nastoupil ve 2 utkáních.